# جوتن

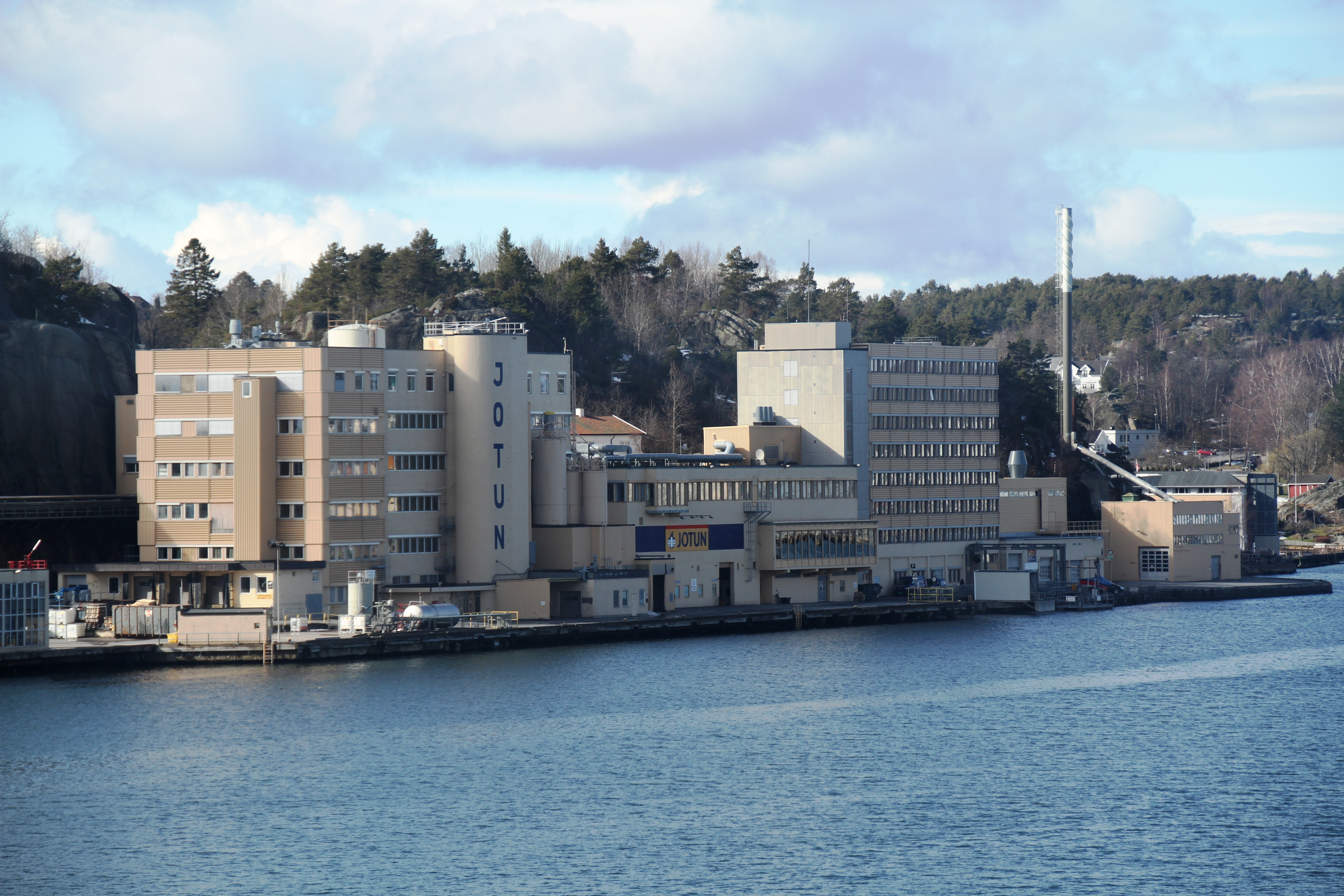
شركة جوتن في ساندفيورد.

جوتن (بالإنجليزية: Jotun)‏ هي شركة نرويجية تأسست عام 1926 متخصصة في تصنيع الطلاء والدهانات والأصباغ.

## الأقسام
تقسم يوتن إلى أربعة أقسام رئيسية.
Jotun Dekorativ
Jotun Paints
Jotun Coatings
Jotun Powder Coatings

## التسمية والشعار
تاريخ تأسيس جوتن يعود للعام 1920 لمؤسسها النرويجي «أودد جليديتش»، وترجع تسمية «جوتن» إلى وحش عملاق في القصص الخرافية.
شعارها الحالي عبارة عن طائر البطريق، وفي خلفيته الكرة الأرضية.

## لمحة تاريخية
- في عام 1962، أفتتحت أول مصنع لها خارج النرويج في ليبيا
- في عام 2005، تم شراء 14% من اسهم الشركة لصالح رجل الأعمال علي العودي.
- في عام 2006، أصبح لها 67 شركة في 35 دولة و40 مصنع في 25 دولة.

جوتن مجموعة عالمية رائدة في مجالات الطلاء. متكونة من 71 شركة وأكثر من 40 منتج. لها وكلاء وفروع في أكثر من 70 دولة حول العالم.
المركز الرئيس موجود في ساندفورد، النرويج.

## التقنيات
تعتمد شركة جوتن على احدث الأجهزة وأكثرها تطورا.